# Bergfried

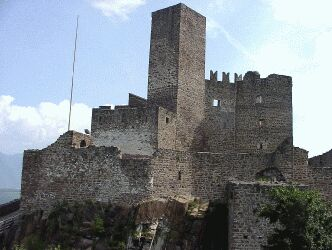
Der Bergfried im Zentrum der Anlage beherrscht die Silhouette der Burg Hocheppan in Südtirol

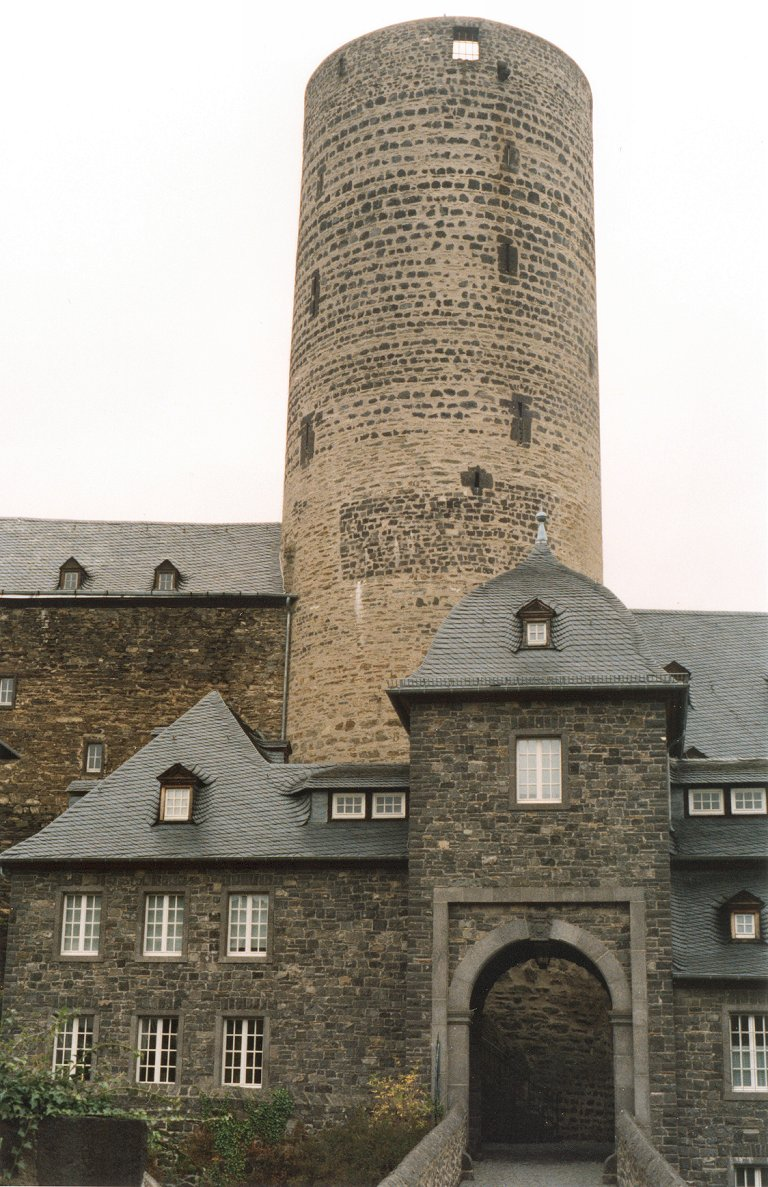
Bergfried in Tornähe auf der Genovevaburg (Mayen)

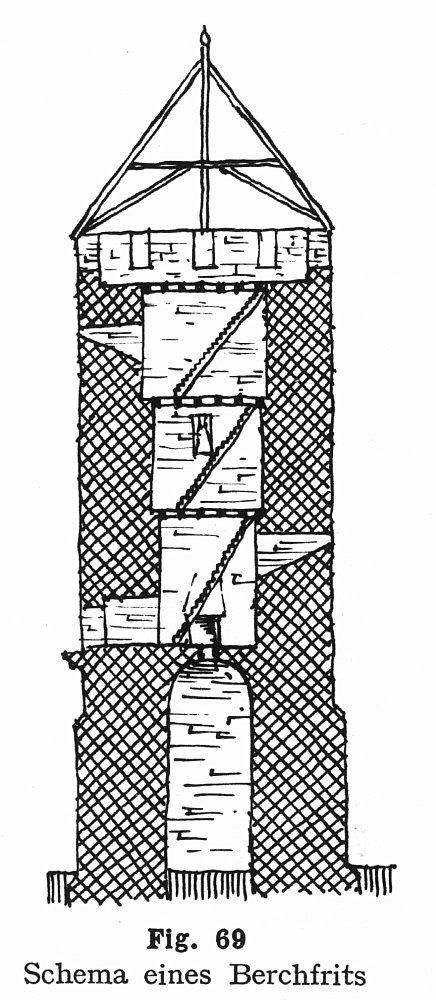
Schema eines Bergfrieds nach Otto Piper

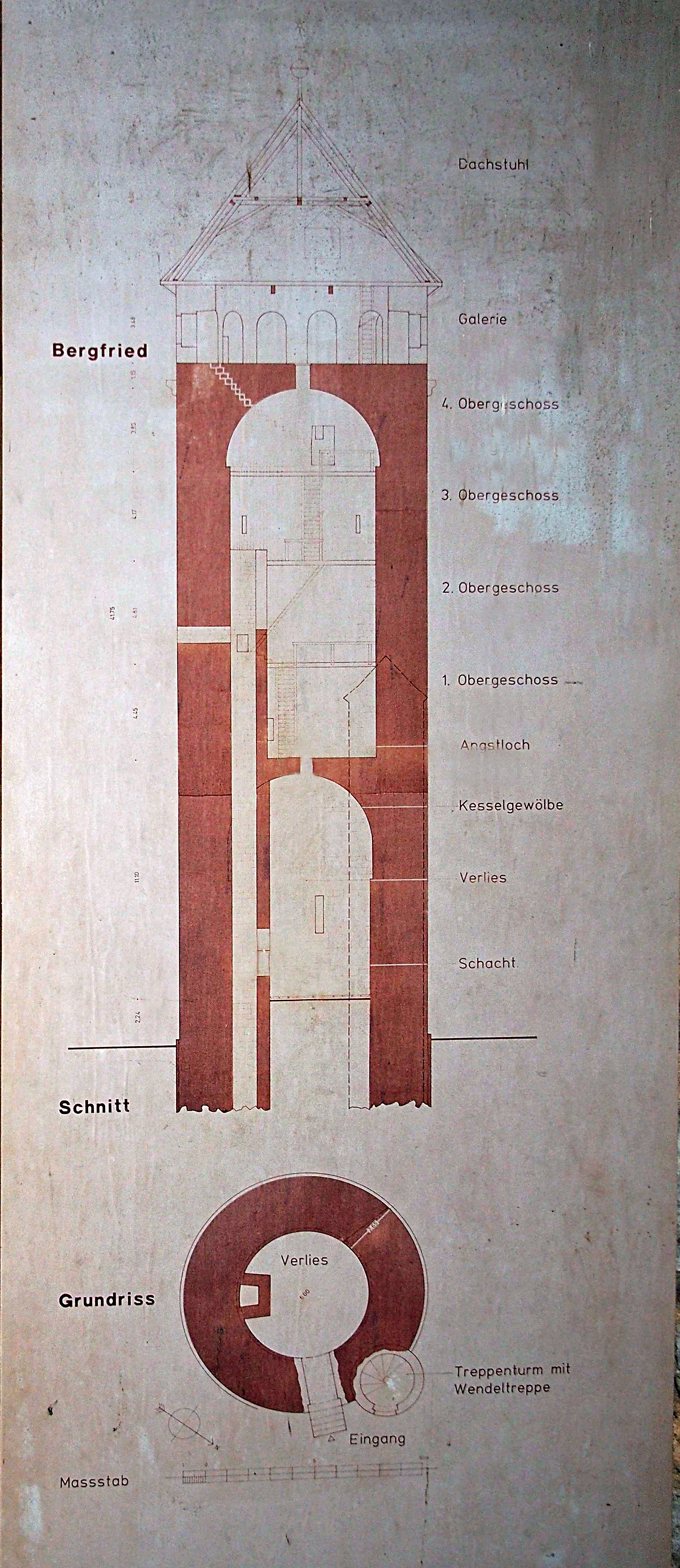
Schnitt und Grundriss des Bergfrieds auf der Festung Marienberg (Würzburg)

Der Ausdruck Bergfried (auch Berchfrit, volkstümlich auch Burgfried; französisch tour-beffroi, englisch belfry, spanisch torre del homenaje) bezeichnet in der deutschsprachigen Burgenliteratur den unbewohnten Hauptturm (Wehrturm) einer mittelalterlichen Burg, der seit dem 12. Jahrhundert in Mitteleuropa weite Verbreitung fand. Ist er für eine dauerhafte Wohnnutzung eingerichtet, wird er hingegen als Wohnturm bezeichnet (siehe auch: Donjon). Oftmals steht der Bergfried in der Mitte der Burg und ist der höchste aller Türme.

## Begriffserklärung
Der Begriff kommt als perfrit, berchfrit, berfride und zahlreichen ähnlichen Abwandlungen in mittelalterlichen Schriftquellen vor, bezeichnet dort aber nicht nur den Burgturm, sondern überwiegend andere Turmarten wie Belagerungstürme, Glockentürme (vgl. Belfried) oder Speicherbauten. Der Hauptturm einer Burg wird häufig schlicht als „Turm“ oder „großer Turm“ bezeichnet. In spätmittelalterlichen niederdeutschen Schriftquellen taucht allerdings die Bezeichnung berchfrit, berchvrede und ähnliche Varianten oft im Zusammenhang mit kleineren Burgen auf.
Die Burgenkunde des 19. Jahrhunderts führte Bergfried oder Berchfrit als allgemeine Benennung für den unbewohnten Hauptturm ein, die sich ab dann in der deutschsprachigen Literatur einbürgerte.
Die etymologische Herkunft des Wortes ist unklar. Es gibt Thesen über eine mittelhochdeutsche, eine lateinische und eine über die Kreuzzüge vermittelte griechische Wortherkunft. Die in der älteren Literatur oft vertretene Meinung, der Bergfried habe seinen Namen daher, weil er „den Frieden berge“ (das heißt, die Sicherheit der Burg bewahre), konnte hingegen nicht bestätigt werden.

## Entwicklung und Formen
(Zahlreiche beschriebene Bildbeispiele zu den folgenden Texten finden sich im separaten Bildteil.)
Der Bergfried etablierte sich als ein neuer Bautyp im Verlauf des 12. Jahrhunderts und prägte von ungefähr 1180 bis in das 14. Jahrhundert hinein das Bild der mitteleuropäischen Burgenlandschaft. Aus dieser Zeit sind zahlreiche Exemplare in nahezu vollständiger Höhe erhalten. Die Entstehung der Bauform ist jedoch noch nicht völlig geklärt, da Türme aus der Zeit vor dem 12. Jahrhundert fast ausschließlich archäologisch ergraben und lediglich die untersten Partien erhalten sind. Einzelne Beispiele (wie der Bergfried der Habsburg) finden sich auch schon in der zweiten Hälfte des 11. Jahrhunderts. Der Vorläufer des Bergfrieds ist der wehrhafte Wohnturm, der in seiner westeuropäischen, repräsentativen Ausprägung auch als Donjon bezeichnet wird. Wohntürme waren vor dem Aufkommen des Bergfrieds auch im deutschsprachigen Raum üblich, ein Vorläufer findet sich beispielsweise im hölzernen Turm der Motte. Donjons verbinden die beiden entgegengesetzten Bereiche des herrschaftlichen, komfortablen Wohnens und des Wehrbaus miteinander. Beim Bautyp des Bergfrieds wurde nun auf die Wohnnutzung zugunsten der Wehrhaftigkeit verzichtet. Gleichzeitig fanden neue Typen unbefestigter Wohnbauten Verbreitung, so wurde beispielsweise der Palas in den Burgenbau übernommen. Die Entstehung des Bergfrieds steht also offenbar im Zusammenhang mit der Differenzierung von Wohn- und Wehrbau innerhalb der Burganlage. In Westeuropa blieb hingegen auch im weiteren Verlauf des Mittelalters der Donjon mit seiner Verbindung von Wehr- und Wohnfunktionen der vorherrschende Bautyp.
Häufig befindet sich der Bergfried als Hauptturm im Mittelpunkt der Burganlage oder in der Position eines Mauerturms an der Hauptangriffsseite der Burg (Letzteres insbesondere bei Spornburgen). Er kann als solitärer Baukörper neben den übrigen Gebäuden der Burg stehen oder mit diesen zu einem baulichen Gefüge verbunden sein. Dabei ist es jedoch charakteristisch, dass der Bergfried einen in sich abgeschlossenen Bauteil darstellt, der im Innern nicht mit den übrigen Gebäuden verbunden ist und über einen eigenen Zugang verfügt. In aller Regel ist dies ein so genannter Hocheingang, d. h. der Eingang liegt in einem Obergeschoss des Turmes und ist über eine eigene Brücke, Treppe oder Leiter erreichbar.

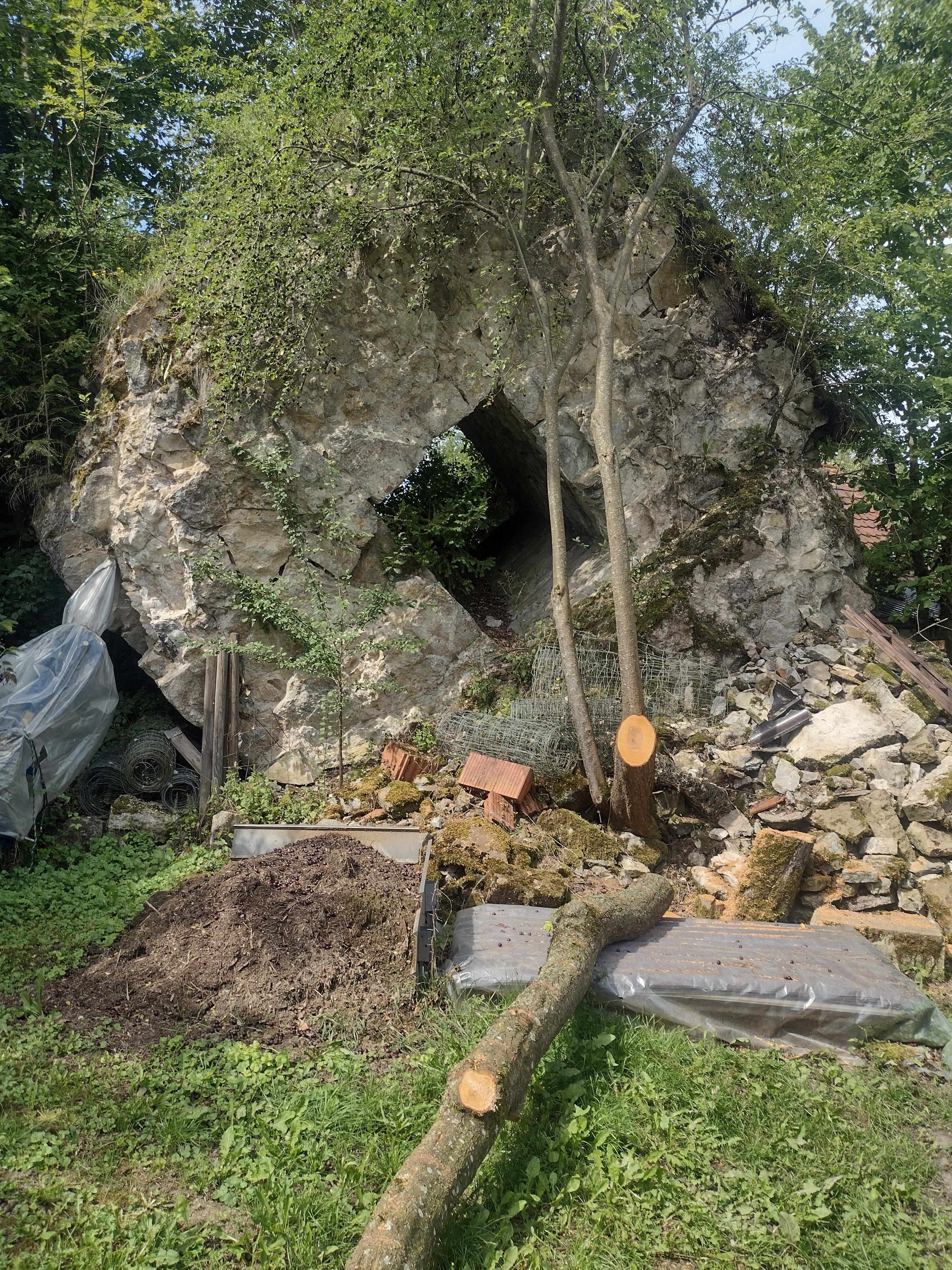
Grundrissansicht: umgestürzter Bergfried der Burgruine Neufels.

Im Grundriss sind quadratische und runde Bergfriede am häufigsten, daneben sind auch oft fünfeckige und seltener achteckige Türme wie im Fall der Reichsburg Cochem anzutreffen. Auch für unregelmäßig polygonale Grundrisse gibt es einige Beispiele. So hat beispielsweise der Bergfried in der östlichen Oberburg der Ruine Brandenburg einen sechseckigen Querschnitt mit Buckelquadermauerwerk und einen runden Aufbau mit glatten Steinen. Weitere sechseckige Bergfriede finden sich auf Burg Lichtenberg (Oberfranken) und Burg Lichtenberg (Salzgitter). Ungewöhnlich ist auch der erhaltene runde Bergfried der geschleiften Burg Tannroda mit einem quadratischen Sockel und abgeschrägten Ecken. Der Grund für diese Bauweise ist unklar. Eine statische Verstärkung ist hier anzunehmen.
Eine seltene Form ist der dreieckige Bergfried der Burg Grenzau bei Höhr-Grenzhausen oder der der Burg Rauheneck nahe Baden bei Wien. Türme mit dreieckigen und fünfeckigen Grundrissen waren mit einer Ecke der Hauptangriffsseite der Burg zugewandt.
Bergfriede sind durchschnittlich 20 bis 30 m hoch, sowohl der der Burg Forchtenstein im Burgenland als auch der des Schlosses Freistadt erreichen aber 50 m. Im Vergleich zum Donjon bzw. dem englischen keep, die wegen ihres aufwändigen Innenausbaus (Wohnräume, Saal, Küche usw.) relativ große Grundflächen in Anspruch nehmen, verfügt der Bergfried meist über eine wesentlich kleinere Grundfläche, was bei ähnlicher Höhe zu einer schlankeren Form des Turmes führt.
Als Baumaterial diente meist der anstehende Fels, der in unmittelbarer Nähe des Bauplatzes gebrochen wurde. In steinarmen Gebieten wurden Ziegel- oder Feldsteine verwendet. Das Mauerwerk ist oft sehr sorgfältig ausgeführt, Kanten können durch Buckelquader akzentuiert werden. Der Bergfried konnte verputzt sein oder auch Sichtmauerwerk zeigen. Letzteres war beispielsweise bei den vollständig aus Buckelquadern gemauerten stauferzeitlichen Türmen der Fall.
Eine seltene Bauweise zeigen die beiden erhaltenen Bergfriede (letztes Drittel 12. Jh. und erste Hälfte 13. Jh.) der Burg Mildenstein, deren Unterteile aus Feldsteinen/Buckelquadern bestehen, deren Oberteile jedoch aus gebrannten Ziegeln errichtet wurden.
Der Turmschaft (also der Hauptteil des Turmes zwischen Sockel und dem abschließenden Obergeschoss) verfügte in der Regel über keine oder nur sehr wenige Fenster, meist waren es nur einige schmale senkrechte Lichtschlitze.
Die teilweise enormen Mauerstärken der Untergeschosse nehmen im Innern des Turms in den Obergeschossen meist deutlich ab. Auf den dadurch entstehenden Mauerabsätzen liegen Holzdecken, die der Geschossaufteilung dienen. Das unterste Geschoss sowie das Obergeschoss werden häufig von einem Steingewölbe abgeschlossen. Gelegentlich sind schmale Treppenaufgänge ins Mauerwerk eingearbeitet, die einer einzelnen Person den Aufstieg ermöglichen. Häufiger sind die Geschosse jedoch durch hölzerne Treppen oder Leitern miteinander verbunden. Einige Bergfriede waren eingeschränkt bewohnbar, es finden sich sogar kleine Kaminanlagen in den Obergeschossen. Diese beheizbaren Stuben dienten in der Regel dem Aufenthalt des Türmers.
Die ursprüngliche Gestaltung des Turmabschlusses lässt sich bei vielen Bergfrieden nicht mehr genau rekonstruieren, einerseits weil bei Burgruinen die obersten Mauerschichten verfallen und hölzerne Bauteile verrottet sind, andererseits weil Bergfriede bei in der Neuzeit weiter bewohnten Burgen oft mit einem neuen Turmabschluss ausgestattet wurden (Beispiele: Burg Stein, Schloss Rochsburg). Zudem sind manche Türme, die auf den ersten Blick vielleicht mittelalterlich erscheinen, in Wirklichkeit historistische Neuschöpfungen des 19. Jahrhunderts (z. B. bei der Wartburg, 1850er Jahre), manchmal auch freie Rekonstruktionen nach den damaligen Vorstellungen über mittelalterliche Burgarchitektur (Hohkönigsburg, 1909). Spätmittelalterliche Turmabschlüsse (die oft selbst bereits aus einer Umgestaltung des ursprünglichen Bauzustands hervorgegangen sind) haben sich vergleichsweise öfter erhalten beziehungsweise lassen sich manchmal anhand von Zeichnungen (vor allem aus dem 16. und 17. Jh.) rekonstruieren.
Die den Bergfried abschließende Wehrplattform war ursprünglich wohl oft mit einem Zinnenkranz umgeben. Gelegentlich haben sich Zinnen im Original erhalten, besonders wenn sie durch spätere Überbauungen geschützt werden (Burg Wellheim). Die Wehrplattform konnte entweder offen sein oder wurde von einem Dach beziehungsweise einem Turmhelm überdeckt. Entsprechend den Grundrissformen der Türme waren Zeltdächer und Kegeldächer am häufigsten. Das Dach konnte aus einem hölzernen Dachstuhl mit Ziegel- oder Schieferdeckung bestehen oder auch massiv gemauert sein. Es überdeckte oft die gesamte Wehrplattform, so dass das Dach auf dem Zinnenkranz aufsetzte, war in anderen Fällen aber auch zurückspringend konstruiert, so dass ein offener Umgang zwischen Dach und Zinnen frei blieb (Beispiele: Rudelsburg, Osterburg). Bei überdachten Wehrplattformen konnten an Stelle der Zinnenlücken auch ähnlich angeordnete Fensteröffnungen den Rundblick auf die Umgebung und den Gebrauch von Fernwaffen ermöglichen (Burg Idstein, Burg Sayn). Teilweise erhaltene Konsolen oder Balkenlöcher am Turmabschluss weisen in einigen Fällen auf hölzerne Aufbauten hin. Im Spätmittelalter wurden die Turmdächer gerne mit kleinen Ecktürmchen und ähnlichen Aufbauten ausgestattet.
Größere Wurfmaschinen oder Katapulte haben sicherlich nur selten auf den Wehrplatten gestanden.
Große Burganlagen (z. B. Burg Münzenberg) und Ganerbenburgen besitzen manchmal mehrere Bergfriede. Die aus einer Kernburg und zwei Vorburgen bestehende sehr große Neuenburg der Landgrafen von Thüringen bei Freyburg (Unstrut) besaß ehemals in jedem Burgteil (Kernburg, Vorburg 1 und Vorburg 2) einen Bergfried, insgesamt somit drei Bergfriede. Die ebenfalls ungewöhnlich große königliche Reichsburg Kyffhausen auf dem Kyffhäusergebirge bestand aus einer Oberburg, einer Mittelburg und einer Unterburg. In Oberburg und Niederburg sind die beiden bekannten Bergfriede erhalten bzw. in Resten erhalten. Von der sächsischen Burg Mildenstein sind beide Bergfriede erhalten, der der ehemaligen Vorburg und der der erhaltenen Kernburg. Aber auch kleinere Burgen besitzen manchmal zwei Bergfriede, so die Burg Kohren in Kohren-Sahlis oder die sehr bekannte Burg Saaleck bei Bad Kösen. Dies wird oft damit erklärt, dass es zeitgleich mehrere Eigentümer der Burgen gab (ähnlich den Ganerbenburgen), die dann jeweils aus Repräsentations- oder Sicherheitsgründen einen eigenen Bergfried errichten ließen.
In einigen Regionen wurden praktisch fast ausnahmslos runde Bergfriede errichtet. So sind in Sachsen nur wenige Beispiele rechteckiger Bergfriede bekannt: Burg Waldenburg, Burg Lichtenstein (2016 Grundmauern ergraben), Burgruine Rechenberg (Bergfried auf dem Burgfelsen im 19. Jh. abgerissen zum Bau einer Schule, heute Gemeindeamt), Burg Großenhain, Burg/Wartturm Schönberg, Schloss Rochlitz, Burg Eilenburg. Dies kann mit den späten Bauzeitpunkten der meisten Burgen in Sachsen erklärt werden, deren Bergfriede üblicherweise ins 13. Jh. datiert werden. Mit voranschreitender Belagerungstechnik erwies sich die runde Bauform als die statisch stabilste und wurde daher fast ausnahmslos in Sachsen angewendet. Dreieckige oder vieleckige Bergfriede sind in Sachsen nicht bekannt. Für Burg Waldenburg hingegen ist ein ungewöhnlich früher Bauzeitraum (um 1165) belegt und die am erhaltenen rechteckigen Bergfried vorhandenen Buckelquader verweisen ebenfalls auf die staufische Periode (12. Jh.).
In der sächsischen Wüstung Nennewitz wurden Reste des Bergfriedes einer Turmhügelburg freigelegt. Dieser hochmittelalterliche Bergfried(rest) ist rechteckig und hat abgerundete Ecken.

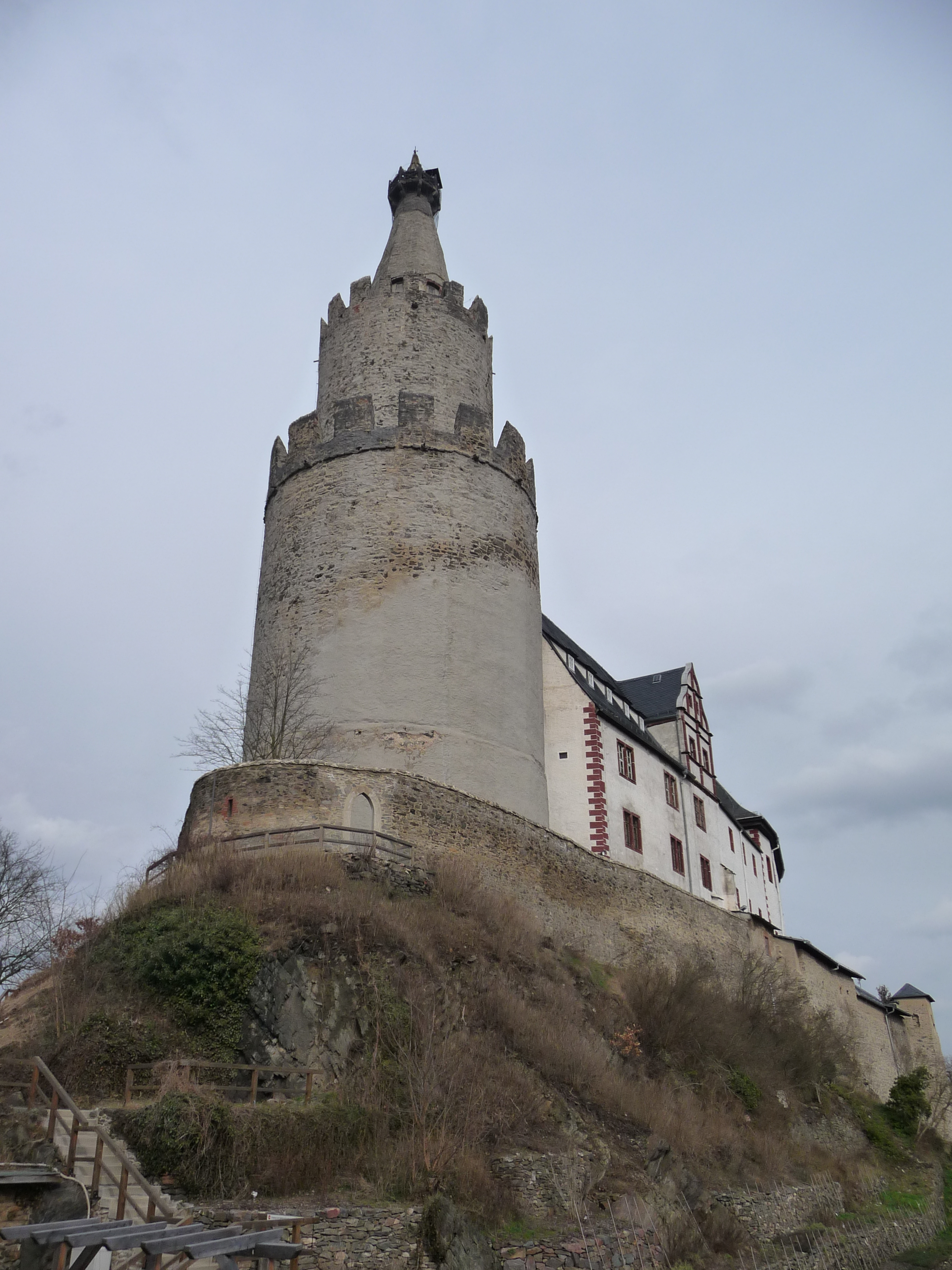
53 m hoher Bergfried der Osterburg in Weida
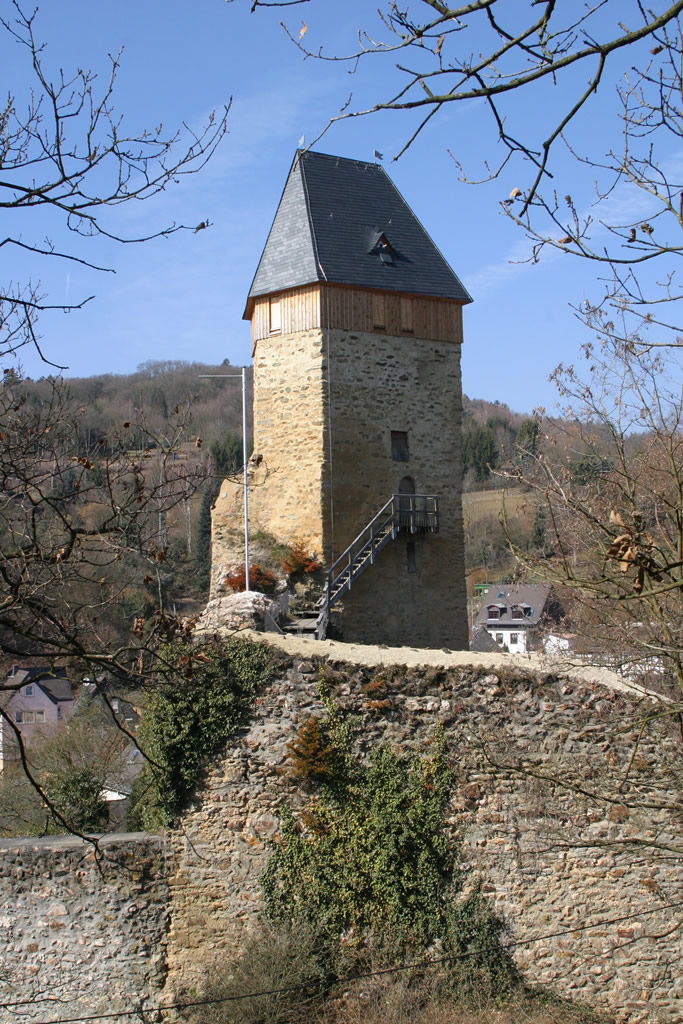
Fünfeckiger Bergfried von Frauenstein bei Wiesbaden, Dach u. Treppe zum Hocheingang rekonstruiert
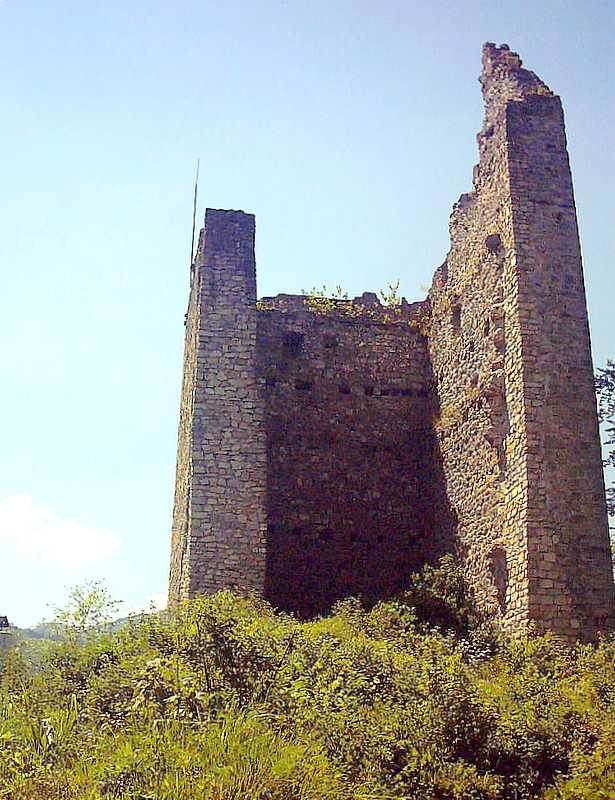
Bergfried einer Ministerialenburg des Stiftes Kempten: Der zeitweilig bewohnbare Hauptturm der Burg Vilsegg (Tirol). Die Balkenlöcher lassen die ehemalige Geschosseinteilung erkennen
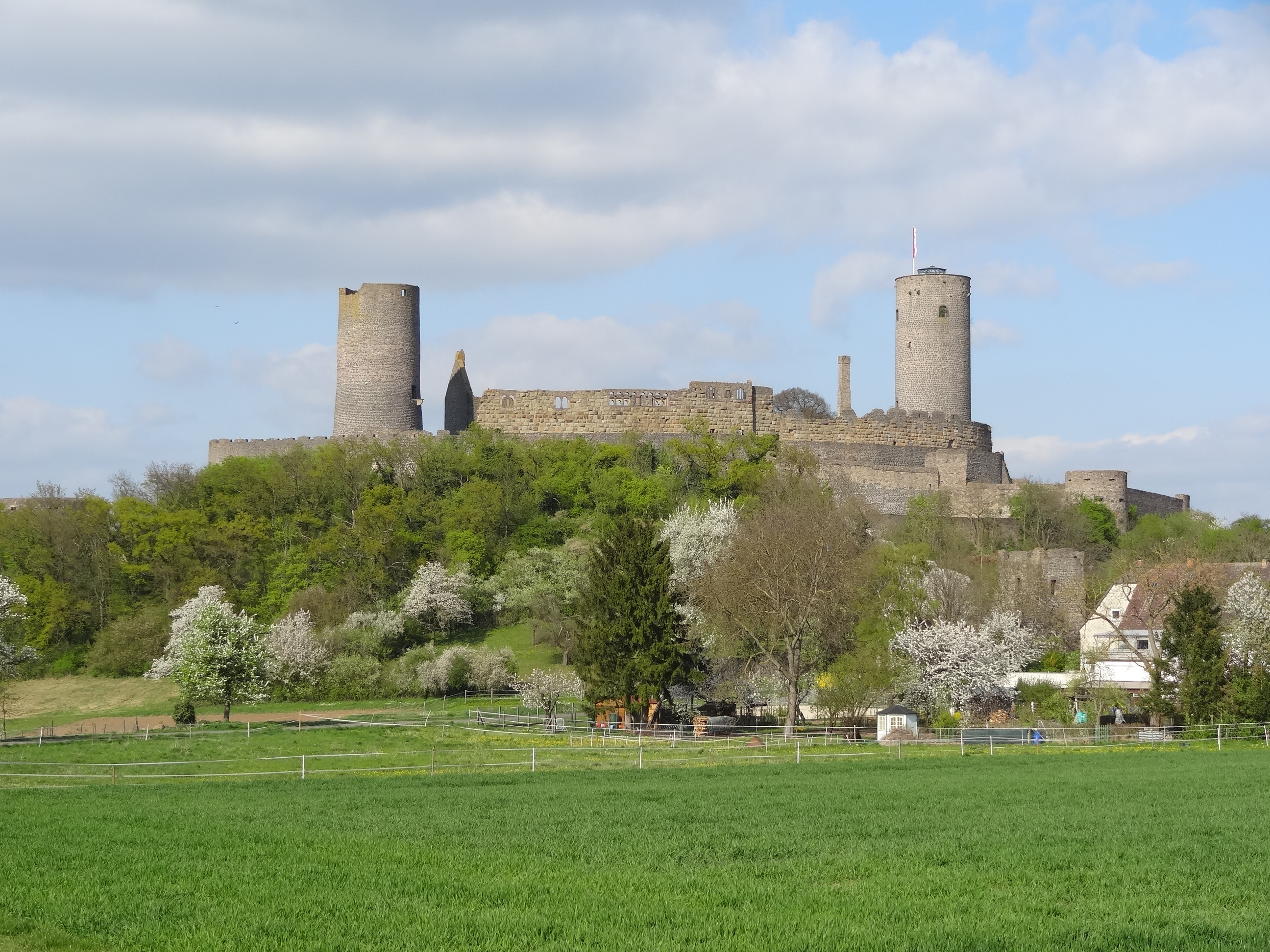
Eine Großburg mit zwei Bergfrieden: Die hessische Burg Münzenberg
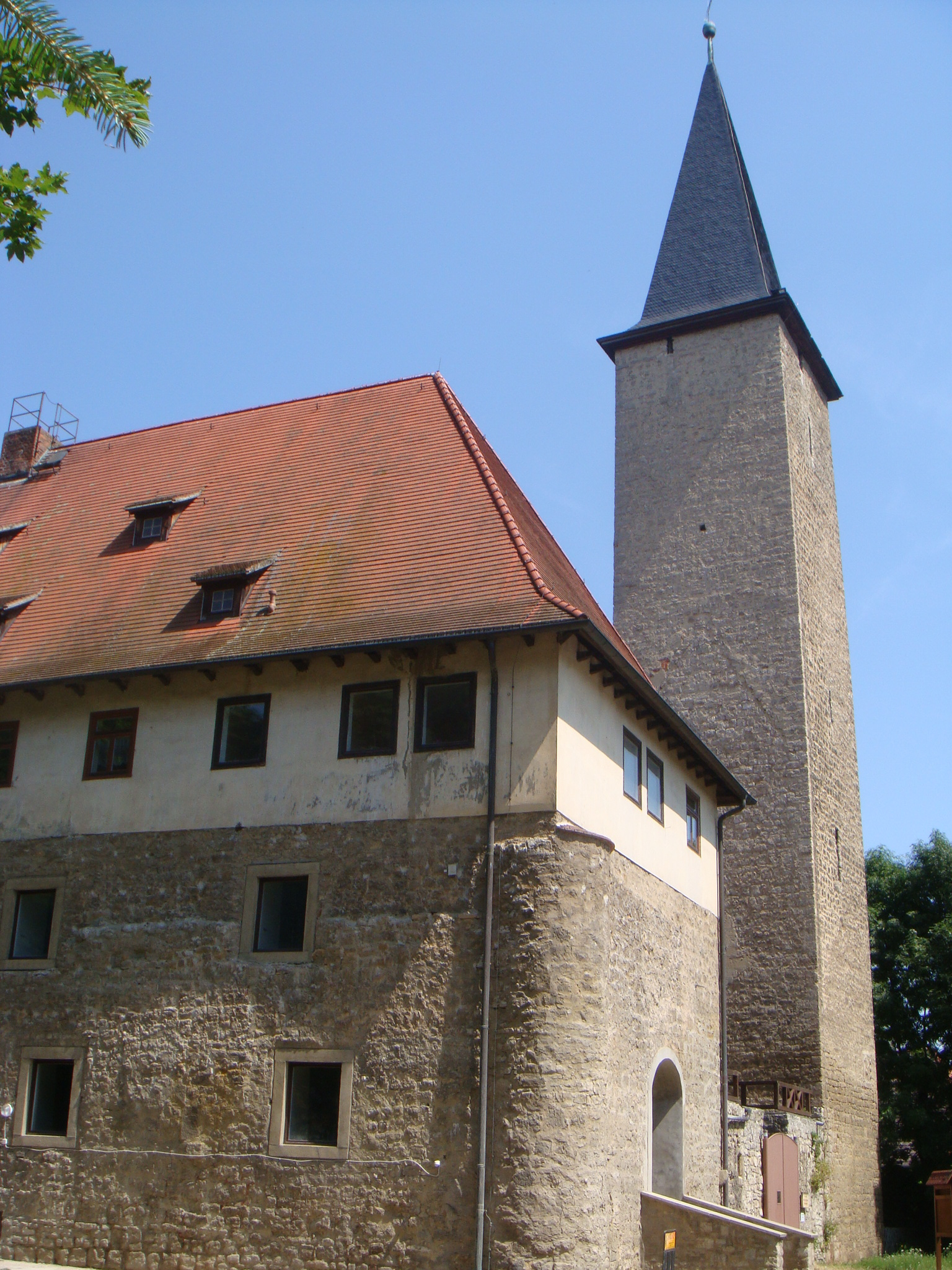
Wasserburg in Niederroßla mit dem höchsten Bergfried Deutschlands mit 57 m Höhe
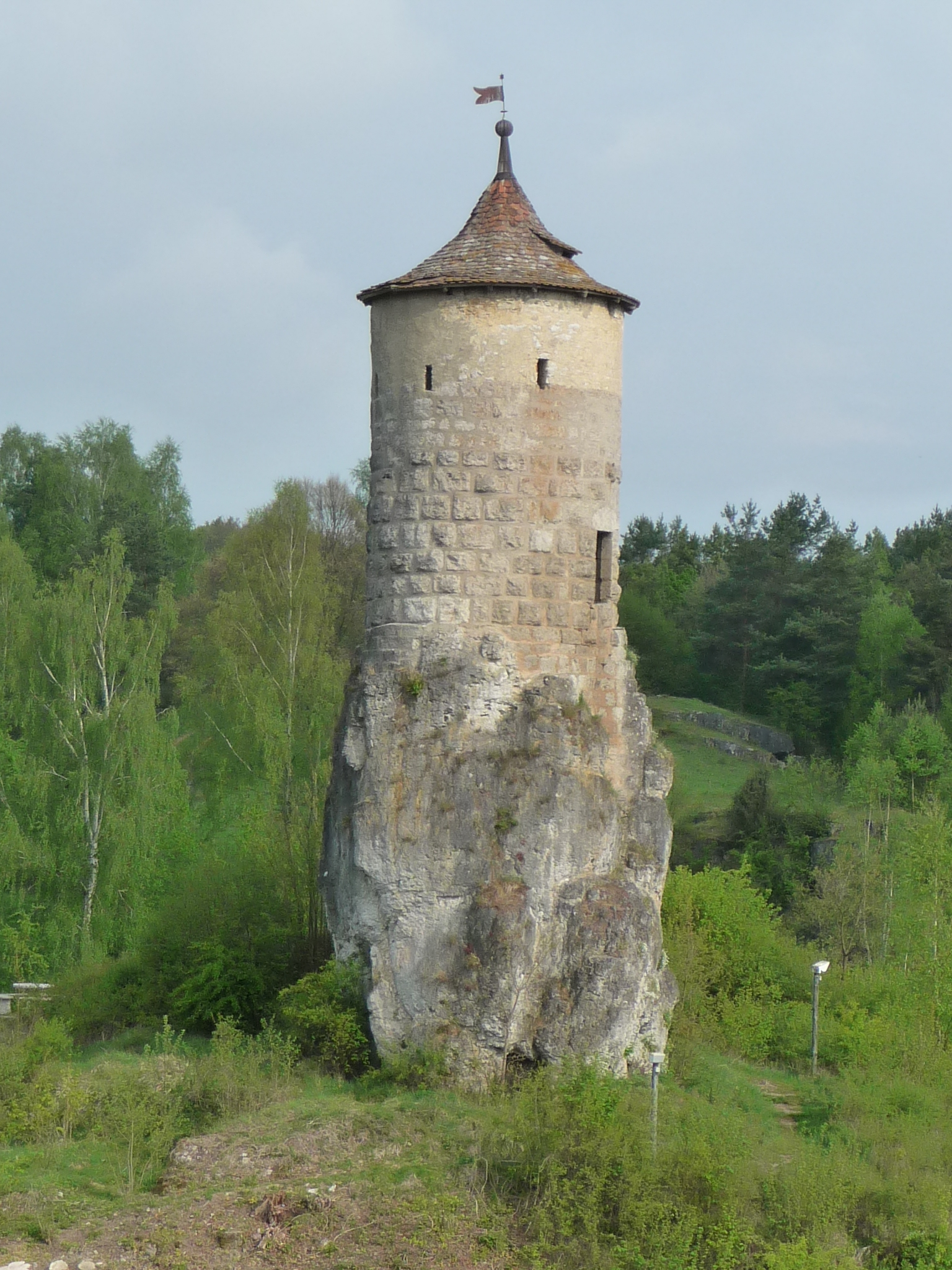
Bergfriedartiger Wartturm „Steinerner Beutel“ (13 m hoch) der Burgruine Waischenfeld
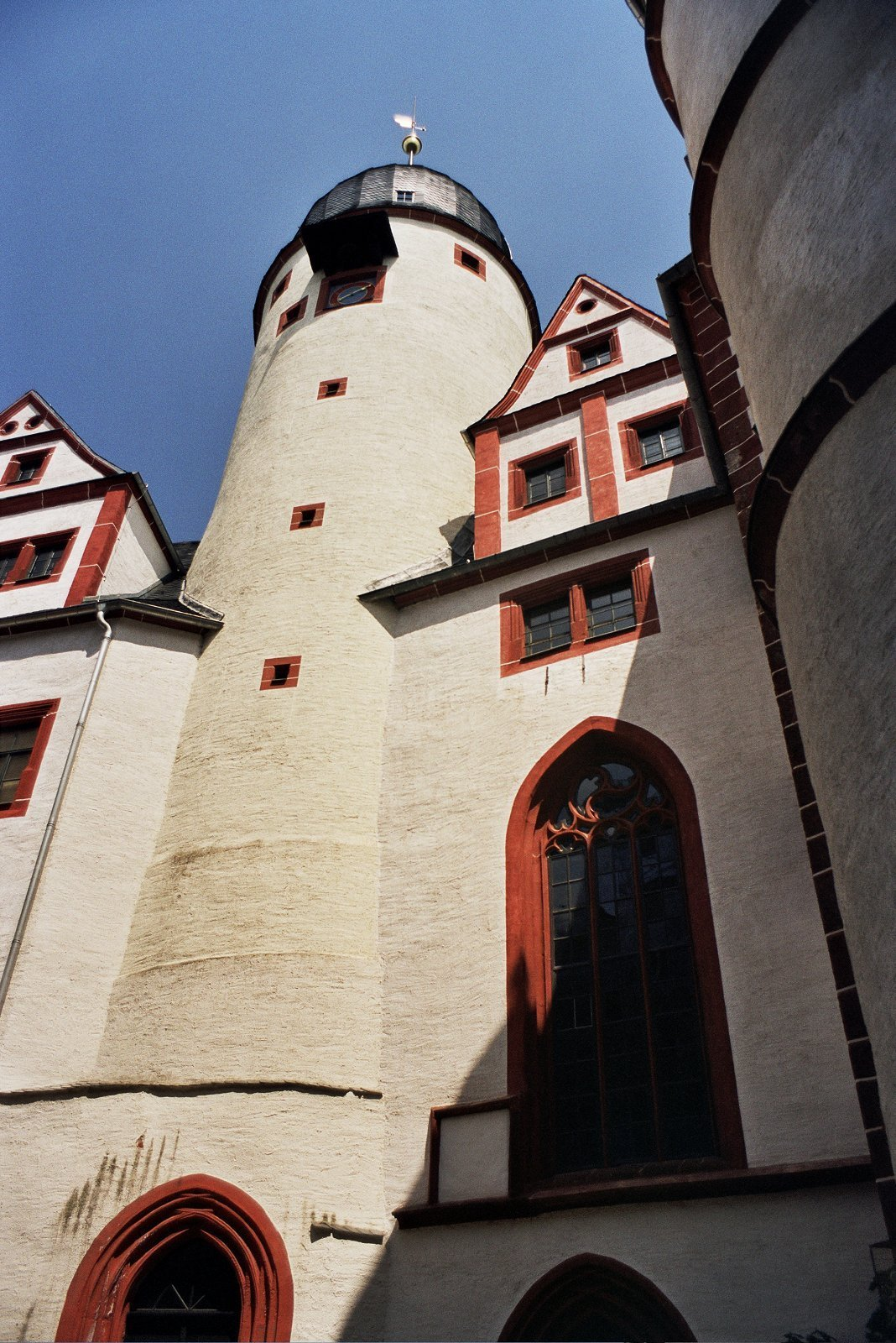
Bergfried Schloss Rochsburg, um 1200 (um 1620 auf 42 Meter Höhe aufgestockt)

### Achteckige Bergfriede

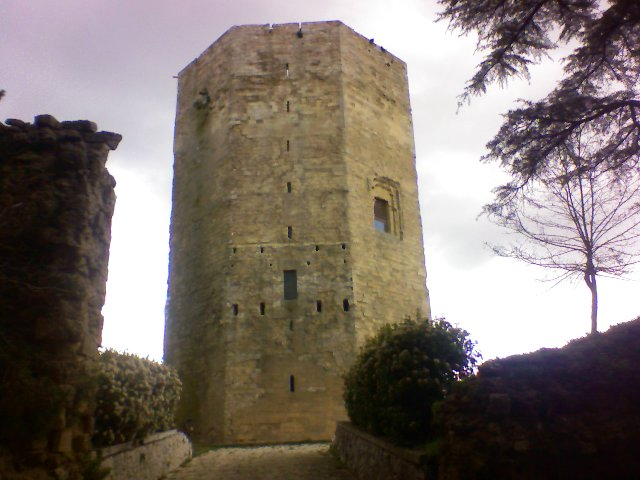
Turm Friedrichs II. in Enna (Torre di Federico II)
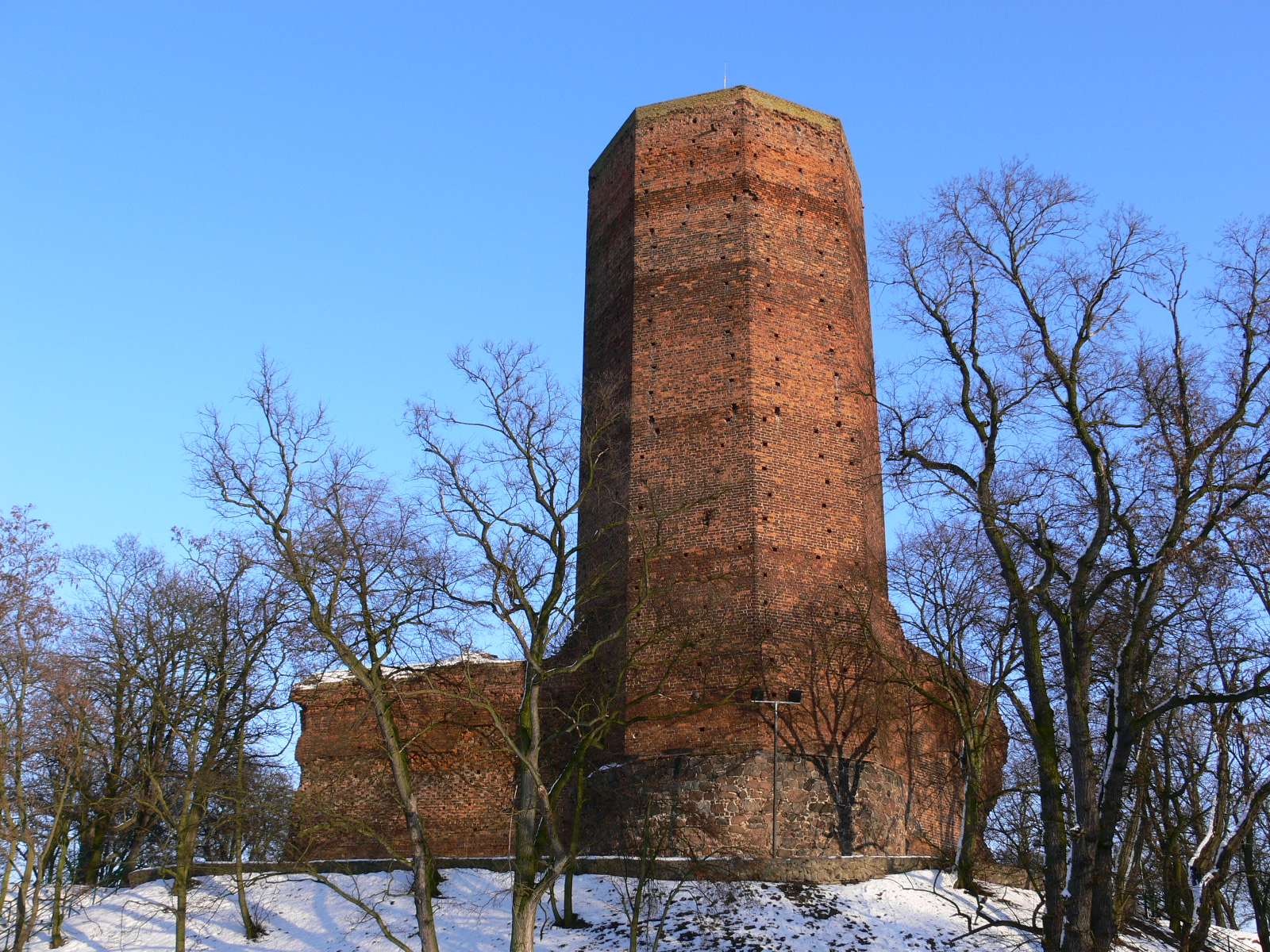
„Mäuseturm“ der Burgruine Kruschwitz in Kruszwica

Eine seltene Form ist der Bergfried auf oktogonalem Grundriss. Zunächst treten oktogonale Bergfriede an einigen stauferzeitlichen Burgen in Baden-Württemberg, im Elsass und in Unteritalien auf. Am bekanntesten ist der Bergfried von Burg Steinsberg. Beim Turm Friedrichs II. in Enna kommt zu dem achteckigen Bergfried eine symmetrisch angelegte achteckige Ringmauer hinzu. Als Sonderform eines achteckigen Bergfrieds kann der Turm von Burg Gräfenstein angesehen werden, bei dem die Schenkel an der Angriffsseite zu einem Dreieck verlängert sind, womit der Turm siebeneckig wird.
In nachstaufischer Zeit treten oktogonale Bergfriede an Burgen der Backsteingotik auf. Die achteckige Form ist hier auch durch die Backsteinbauweise bedingt, die kantige Formen gegenüber runden bevorzugt. Eine Variante ist ein achteckiger Turm über quadratischem Untergeschoss, beispielsweise bei Burg Wesenberg in Mecklenburg. Ausgehend von den Burgen des Deutschen Ordens verbreitete sich diese Turmform auch in Zentralpolen (Beispiele: Ruine Burg Strasburg in Brodnica, Ruine Burg Schlochau, Burg Heilsberg). Gelegentlich haben auch Ordensburgen solche Türme, die nicht in Backstein ausgeführt sind (z. B. Paide in Litauen).
Bei der Osterburg im ostthüringischen Weida wurde im 13. Jh. auf den runden Bruchsteinbergfried ein oktogonales Backsteingeschoß ausgesetzt. Später wurde es so umbaut, dass es sich bis heute nur im Inneren erhalten hat. Erst 2004 konnte seine Bauzeit ermittelt werden. Der Turm wurde später auf 54 m Höhe erweitert (siehe Abbildung).

## Funktionen
Der Bergfried war ein multifunktionaler Bauteil, der verschiedene Wehrfunktionen übernehmen konnte, aber auch repräsentativen Wert hatte. Über die einzelnen Funktionen entstand im letzten Drittel des 20. Jahrhunderts in der Burgenforschung eine Diskussion, die sich am ehesten auf die Kurzformel „Wehrbau oder (eher) Statussymbol“ verknappen lässt.

### Schildfunktion

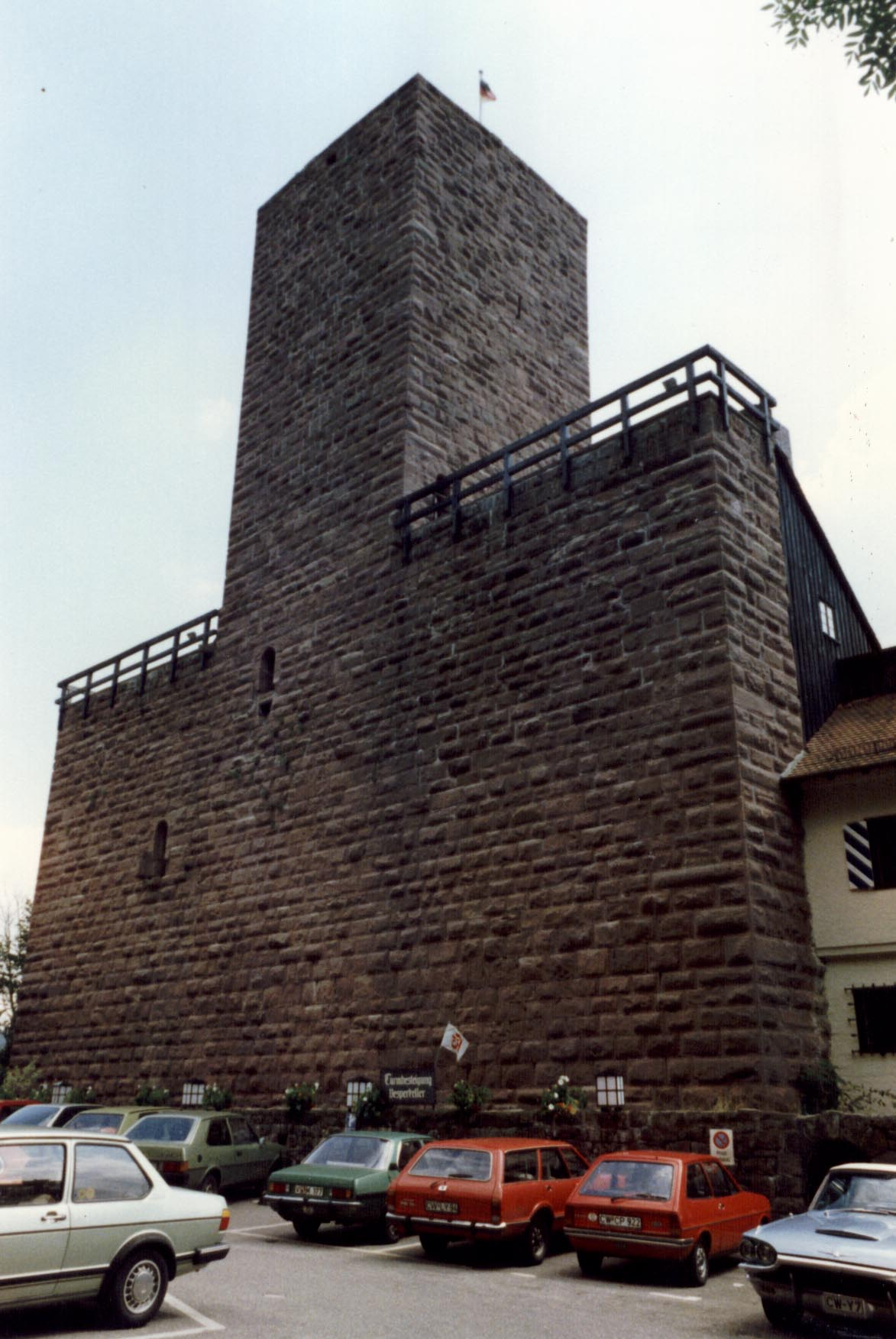
Kombination von Schildmauer und Bergfried bei der Burg Liebenzell
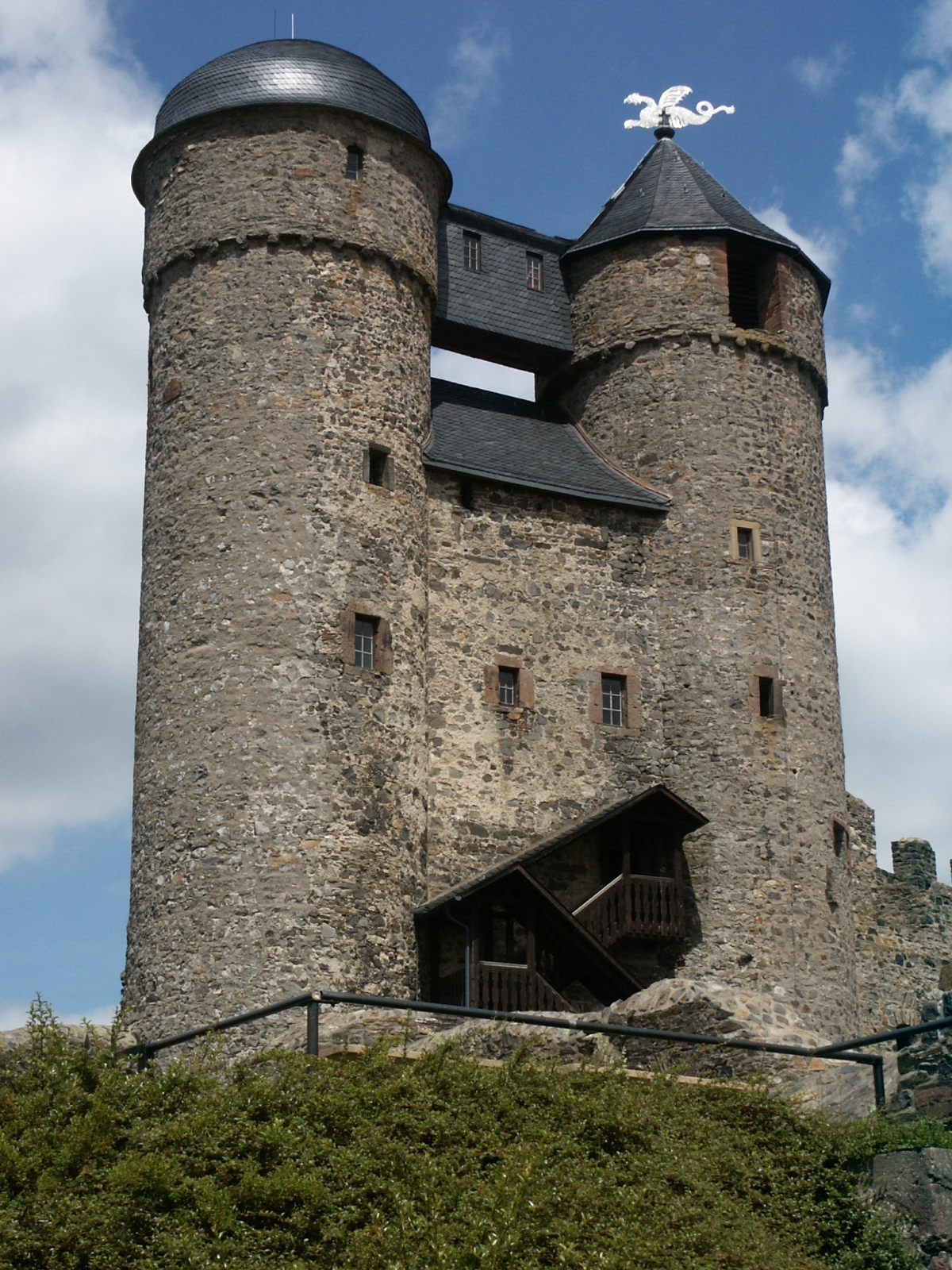
Doppelturm der Burg Greifenstein (Hessen)
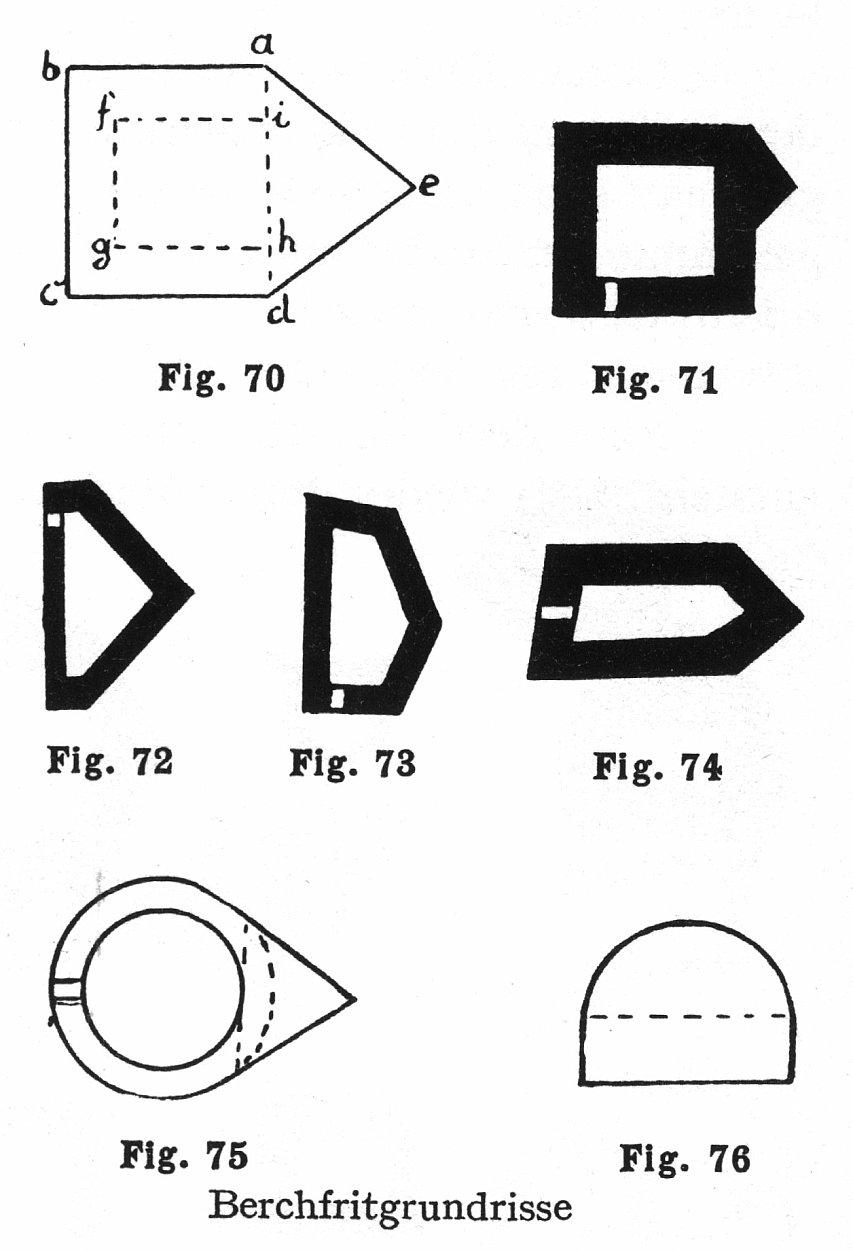
Bergfriedgrundrisse mit „Prallkeil“

Durch seine enorme Mauermasse – das Sockelgeschoss ist in einigen Fällen sogar massiv ausgemauert – bot der Turm passiven Schutz für die dahinter liegenden Bereiche der Burg. Aus diesem Grund befand sich der Bergfried bei vielen Anlagen an der Hauptangriffsseite, oft eingestellt in die vordere Wehrmauer. Damit konnte der Bergfried eine ähnliche Funktion wie eine Schildmauer übernehmen. Insbesondere war dies der Fall bei Burgen, bei denen Schildmauer und Bergfried miteinander zu einer baulichen Einheit verbunden sind (Beispiel: Burg Liebenzell im Schwarzwald).
So genannte Doppelbergfriede wie der der Burg Greifenstein in Hessen stellen gewissermaßen eine Zwischenstufe zwischen Bergfried und Schildmauer dar. Die beiden nahe beieinander stehenden Türme sind durch ein schmales Schildmauerstück miteinander verbunden.
Dass Bergfriede mit fünf- oder dreieckigem Grundriss meistens mit einer Ecke auf die Hauptangriffsseite der Burg ausgerichtet sind, wird ebenfalls mit der Schildfunktion in Verbindung gebracht: durch den schrägen Aufprallwinkel konnten durch Katapulte geschleuderte Steingeschosse seitlich abgelenkt werden. In einigen Fällen wurde ein solcher „Prallkeil“ auch erst nachträglich an den Turm angefügt, und er findet sich auch an Türmen mit ansonsten rundem Grundriss (Beispiele: Klingenberg in Böhmen und Burg Forchtenstein in Österreich). Auch ein über Eck gestellter quadratischer Bergfried konnte diesen Zweck erfüllen. In anderen Fällen ist der spitzwinklige Grundriss jedoch einfach durch die natürliche Form des Felsuntergrunds bedingt.

### Warte
Da der Bergfried das höchste Gebäude der Burg war, kam ihm meist auch die Funktion eines Wartturmes (Beobachtungsturm) zu. Vom Obergeschoss oder der Wehrplattform aus konnten das Vorfeld und das Umland der Burg beobachtet werden. Turmwächter (Türmer) konnten frühzeitig einen herannahenden Feind sichten und Alarm geben, und auch bei Belagerungen war der erhöhte Aussichtspunkt zur Beobachtung des Vorfelds wichtig. Ein besonders gutes erhaltenes Beispiel stellt hierzu die Osterburg in Weida dar, unter deren gemauertem Turmhelm des Bergfriedes sich eine Türmerwohnung befindet. Kurz unter der Spitze des Turmhelmes befindet sich außerdem noch heute eine originale kleine gemauerte Aussichtsplattform (in fast 58 m Höhe) für den Türmer.
Eine in die Bergfriedwand integrierte kleine Türmerstube mit gotischem Türgewände, integriertem Kamin und Aborterker mit Fenster hat sich direkt unter der zinnenbekrönten Plattform des Bergfriedes der Burg Gnandstein erhalten. Ein Fachwerkaufsatz aus mutmaßlich barocker Zeit – eine ehemalige Türmerwohnung – befindet sich noch heute auch auf dem Bergfried der Burg Walternienburg.

### Erhöhte Wehrplattform
Bei Spornburgen und Hangburgen konnten sich Angreifer oberhalb des Burgareals positionieren. Durch die Höhe des Bergfrieds konnte dieser Höhennachteil zumindest teilweise wieder ausgeglichen werden. Von der hochgelegenen Wehrplattform konnte der Berghang besser kontrolliert werden als von den tiefer gelegenen Wehrgängen aus. Abgesehen davon übernimmt der Bergfried meist auch allgemein die Funktion eines Wehrturms. Beispiele sehr hoher Bergfriede waren bzw. sind die der Burg Rheinfels (54 m) und der Osterburg (53 m). Zusätzliche Wehrgänge konnten auf der Ebene eines niedrigeren Stockwerks an den Turm angebaut sein (Beispiel: Burg Bischofstein an der Mosel).

### Sicherer Verwahrungsort und Nutzung als Gefängnis

Schnitt durch den Sockelbereich des Hexenturms in Idstein. Der Kellerraum ist nur über eine Öffnung im Scheitel des Gewölbes zugänglich.

Die massive Bauweise und der unzugängliche Hocheingang des Bergfrieds machten ihn zu einem relativ sicheren Verwahrungsort innerhalb der Burg. Hier konnten Wertgegenstände aufbewahrt werden, so dass der Turm die Rolle eines Tresorbaus übernahm.
Zumindest in der frühen Neuzeit wurden Bergfriede auch als weitgehend ausbruchsicherer Verwahrungsort für Gefangene genutzt. Insbesondere der schachtartige Kellerraum im Sockel des Turms wird oft als Verlies interpretiert, das nur durch eine schmale Deckenöffnung zugänglich war. Die Form dieses auch als Lochkeller bezeichneten Raums war allerdings nicht zwangsläufig mit einer solchen Nutzung verbunden, sondern ergibt sich aus der statischen Gesamtkonstruktion des Bergfrieds: Die im Sockelgeschoss am dicksten ausgeführten Mauern lassen einen schmalen, ca. vier bis acht Meter hohen Innenraum übrig, der meistens von einem stabilisierenden Gewölbe abgeschlossen wird und dann nur über ein Kuppelauge im Scheitel des Gewölbes zugänglich ist. Letzteres ergibt sich wiederum aus dem Umstand, dass der Hocheingang des Turms in einem der Obergeschosse liegt. Das Kuppelauge wird in diesem Zusammenhang auch als „Angstloch“ bezeichnet, durch das man über eine Leiter oder Seilwinde in den Lochkeller gelangen konnte. Mauertreppen wie im alten Bergfried des Schlosses Langenau sind eine seltene Ausnahme (weitere Beispiele hierfür: Osterburg, „Dicker Wilhelm“ der Neuenburg, Bergfried der Burg Plau).
Der Kellerraum im Turmsockel konnte unterschiedlich genutzt werden. In einigen Fällen wurde er als Lagerraum oder Magazin verwendet, so fand man hier beispielsweise Steinhaufen, die als Wurfgeschosse für eine Belagerung vorgehalten wurden. Im Einzelfall ist auch die Nutzung als Zisterne belegt, und oft blieb der Raum auch ungenutzt. Eine pauschale Deutung des Lochkellers als das „Burgverlies“, wie sie in der älteren Burgenkunde und gerne auch im touristischen Kontext erfolgt, ist insofern missverständlich.
Die meisten Berichte über die Einkerkerung von Gefangenen im Sockelgeschoss des Bergfrieds stammen aus dem Spätmittelalter und der frühen Neuzeit; inwieweit dies vorher schon üblich war, ist ungewiss. Oft handelt es sich wohl erst um spätere Umnutzungen, wie sie auch für zahlreiche Stadtmauertürme (vergl. Hungerturm) und sogar ganze Burganlagen (Bastille) bekannt sind. Bei der Einkerkerung in den oft engen, schlecht belüfteten und belichteten, manchmal völlig dunklen Kellerräumen (Dunkelhaft) handelte es sich nicht um einen bloßen Arrest, sondern um eine Leibesstrafe, die eine schwere psychische und physische Misshandlung der Gefangenen darstellte.

### Der Bergfried als Wohnturm
Die Tatsache, dass in vielen Bergfrieden direkt beim Bau Kamine (manchmal auch mehrere) und zum Teil gleich mehrere Aborterker integriert wurden, zeigt, dass Bergfriede oft auch regulär zu Wohnzwecken dienten. Die aktuelle Forschung betrachtet den Bergfried III („Dicker Wilhelm“) der Vorburg II der hochherrschaftlichen Neuenburg heute als einen hauptsächlich zu Wohnzwecken errichteten Bergfried. Seine ungewöhnliche Innengrundfläche, die in die Mauerdicke verlegten Treppenanlagen und vorhandene Kamine und etliche schmale „Fenster“ (Scharten) legen diesen Schluss nahe. Der gewaltige Bergfried „Grützpott“ der Burg Stolpe wurde ebenfalls als Wohnturm/Donjon konzipiert/errichtet. Dieses Objekt wird auch als Turmburg (Turmhügel mit ursprünglich nur dem Bergfried/Wohnturm als einzigem Gebäude) betrachtet. Auch besonders kunstvoll gestaltete Kamine in Bergfrieden, beispielsweise auf der Burg Schönburg (Bergfried und Kamin um 1230), legen die reguläre Wohnnutzung von Bergfrieden nahe. Auch auf der Runneburg wurde der erhaltene, mit dem Palas direkt verbundene, fünfgeschossige bergfriedartige Wohnturm (Wohnturm mit Hocheingang) ursprünglich für Wohnzwecke konzipiert, mit Kaminen, Aborterker und mehreren in die Mauer verlegten Treppenanlagen. Der eigentliche Bergfried der Runneburg, der „Streitturm“, wurde um 1750 wegen Baufälligkeit abgerissen. Das Alleinstellungsmerkmal des Bergfriedes, soweit überhaupt vorhanden, bleibt im Vergleich zu den meisten Wohntürmen seine ungewöhnliche Mauerstärke.

### Statussymbol

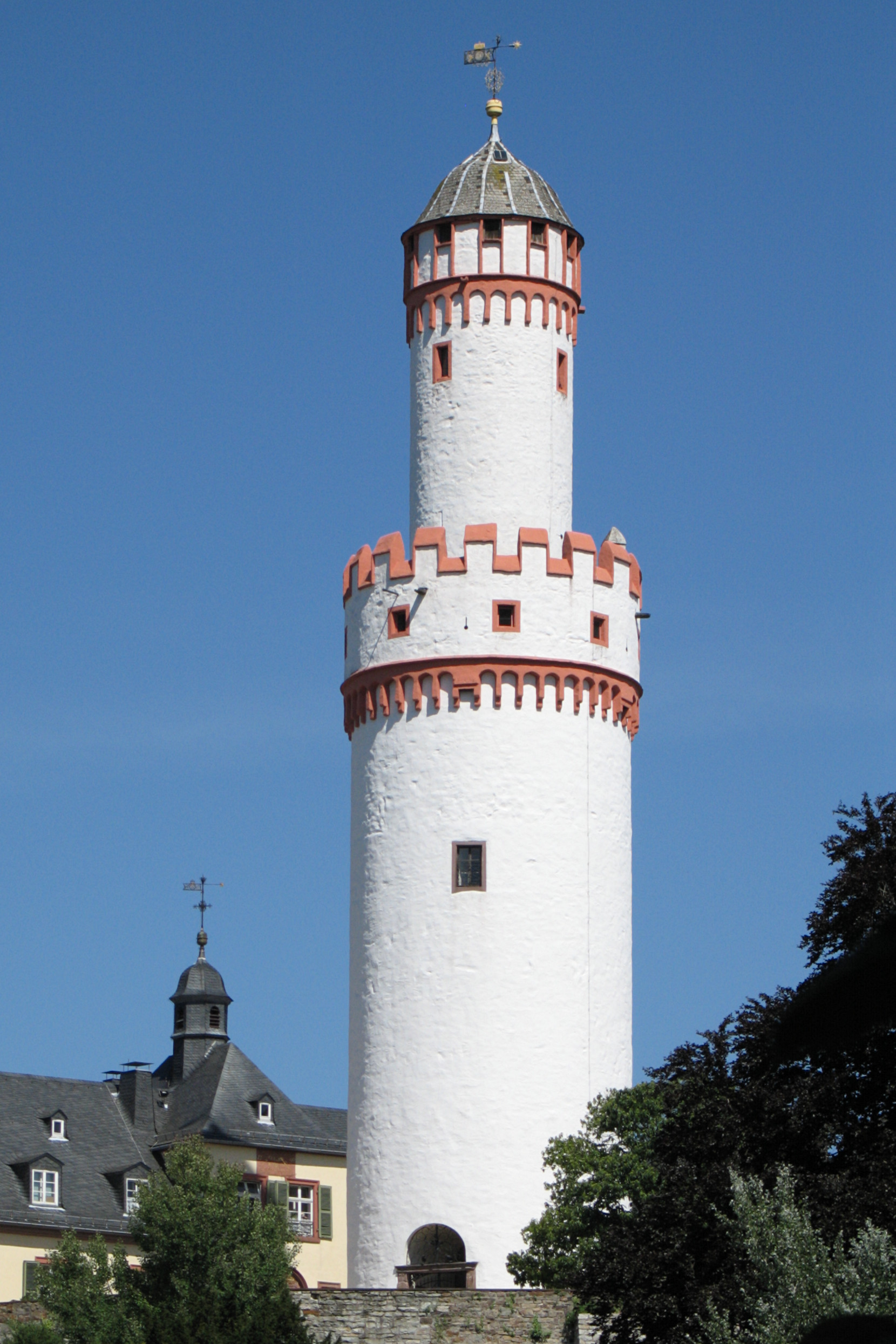
Der 48 m hohe „Weiße Turm“ im Schloss Bad Homburg in Butterfass-Bauweise wurde beim späteren Umbau zum Schloss erhalten

Ebenso wie den früheren Wohntürmen des Adels und anderen Turmbauten kam dem Bergfried auch eine bedeutende Repräsentationsfunktion zu. Von einigen Burgenforschern wird die Rolle des Statussymbols besonders betont, wobei sich allerdings aus den mittelalterlichen Quellen bisher nicht ableiten lässt, welcher Symbolgehalt eigentlich von den Zeitgenossen beabsichtigt beziehungsweise wahrgenommen wurde. Das Symbol des Turmes ist vieldeutig und nicht in jedem Fall positiv besetzt, so stand beispielsweise der Turm zu Babel für Hochmut und Maßlosigkeit des Menschen. Da sich im Mittelalter die weltliche Herrschaft und gerade auch das Rittertum (in seinem Selbstverständnis als militia christiana) vor einem christlichen Hintergrund legitimierte, gibt es in der Forschung auch die These, dass der Bergfried möglicherweise eine christliche Konnotation als Mariensymbol hatte. Maria wurde in der Lauretanischen Litanei als „elfenbeinerner Turm“ und als „Turm Davids“ bezeichnet. Aber auch dieser Symbolgehalt konnte bisher durch die Quellen nicht hinreichend für den Burgturm belegt werden.
Der Hauptturm wird bei zeitgenössischen Beschreibungen einer Burg oft als erstes genannt, als Abbreviatur (also als bildliche Abkürzung) ist er oft auf Wappen und Siegeln zu sehen, wo er die Burg als Ganzes symbolisiert. Dem Bergfried in seiner Statussymbolik vielleicht vergleichbar sind die mittelalterlichen Geschlechtertürme in einigen norditalienischen und deutschen Städten, deren teils bizarre Höhen sich nicht mehr wehrtechnisch erklären lassen (zudem gab es beispielsweise in Regensburg keine bewaffneten Konflikte zwischen den städtischen Patrizierfamilien, so dass hier die Statusfunktion von Anfang an vorgeherrscht haben dürfte). Für die Rolle als Statussymbol sprechen unter anderem auch die teilweise später gebauten „Butterfassaufsätze“, die keinen zusätzlichen Nutzen für die Wehrfunktion, sondern lediglich Höhe brachten.
Am Übergang vom Spätmittelalter zur Neuzeit, als durch die Entwicklung der Feuerwaffen eine Umwälzung in der Militärtechnik stattfand, verlor der Bergfried allmählich seine Wehrfunktion, da überhöhte Bauteile gegen Kanonenbeschuss und Sprengung besonders anfällig waren. Bei Burgen, die in Reaktion auf diese Entwicklungen zu Festungen neuer Art ausgebaut wurden, wurde der Bergfried deshalb oft abgerissen oder zurückgebaut, so beispielsweise bei der Veste Coburg oder der Burg Wildenstein.
Erhalten blieb der Bergfried in der Neuzeit hingegen bei einigen Burgen, die auf Befestigung zunehmend verzichteten und zu Schlössern umgestaltet wurden. Oft ist der Bergfried hier der einzige weitgehend in seiner ursprünglichen Form übernommene Bauteil der mittelalterlichen Burg, was wiederum als Indiz für seine Rolle als (nunmehr traditionelles) Herrschaftssymbol gewertet werden kann. Beispiele hierfür sind das Schloss Bad Homburg (Weißer Turm) oder das Schloss Wildeck (Dicker Heinrich) bei Zschopau. Beim Schloss Johannisburg in Aschaffenburg, dem letzten großen Renaissance-Schlossbau vor Ausbruch des Dreißigjährigen Krieges, wurde der gotische Bergfried der Vorgängerburg in die ansonsten ganz regelmäßige Anlage integriert, obwohl er in auffälliger Weise aus deren Symmetrie ausbricht.
Im Schlossbau der Renaissance (und in geringerem Maß auch noch im Barock) spielen Türme weiterhin als Bestandteile herrschaftlicher Architektur eine wichtige Rolle, auch wenn sie nun meist keine Wehrfunktion mehr besitzen (Moritzburg, Schloss Meßkirch).

## Der Bergfried als Zufluchtsort
Die neuere Burgenforschung, insbesondere die Gruppe um den bayerischen Mittelalterarchäologen Joachim Zeune, stellt die Funktion des Bergfriedes als Zufluchtsort im Falle einer Belagerung in Zweifel. Der Rückzug in den Turm sei ein „Tod auf Raten“ gewesen, der allenfalls in Erwartung eines Entsatzheeres sinnvoll gewesen sei. Als Beleg für diese These wird das weitgehende Fehlen entsprechender Befunde und Überlieferungen angeführt. Auch dem Hocheingang wird hier mehr eine symbolisch-psychologische Bedeutung beigemessen.
Kritiker werfen dieser Ansicht, die sich im Zusammenhang mit Zeunes „Machtsymbol-Theorie“ herausbildete, das völlige Außerachtlassen der hochmittelalterlichen Feudalordnung und des Gefolgschaftswesens vor. Hier sei einfach die Methodik Günther Bandmanns auf die Profanarchitektur übertragen worden.
Viele Burgen waren Lehensburgen, die einem mächtigeren Feudalherren oder einem Hochstift unterstanden. Die damaligen Territorien waren durch ein dichtes Netz solcher kleinerer und mittlerer Wehranlagen gesichert, das noch durch die befestigten Höfe der Untervasallen ergänzt wurde. Im Angriffsfall hätten die Verteidiger sich nach dieser Auffassung durchaus auf den Beistand ihres Lehnsherren und der zugehörigen oder verbündeten Ritterschaft verlassen können. Umgekehrt vertraute der Landesherr selbstverständlich auf die Hilfe seiner Vasallen.
Die Untergeschosse der Bergfriede stecken häufig mehrere Meter im Boden. Eine Unterminierung war deshalb nicht zu befürchten. Auch eine Brandlegung war durch die Steinarchitektur nur schwer möglich. Die wenigen Lichtöffnungen konnten rasch verschlossen werden, so dass auch ein Ausräuchern verhindert werden konnte. Die „konservative“ Historikergruppe sieht den Bergfried deshalb als Mittel der passiven Verteidigung, als Zufluchtsort für einige Tage, bis der Entsatz eintraf. Aus diesem Grund finden sich an diesen Bauwerken nur wenige Einrichtungen der aktiven Verteidigung. Man wollte offenbar hauptsächlich ein Eindringen des Angreifers verhindern. Die Erstürmung eines solchen Turmes innerhalb weniger Tage ist nahezu unmöglich. Viele Bergfriede entgingen wegen ihrer massiven Bauweise sogar den späteren Abbruchsversuchen der umliegenden Landbevölkerung, die das sonstige Baumaterial verlassener Burgen gerne abtransportierte und wiederverwertete.
Ein Angriff auf eine solche in ein funktionierendes Feudalsystem eingebundene Burganlage war also nahezu aussichtslos. Hier war es wesentlich risikoärmer, die Höfe und Mühlen des Feindes auszuplündern. Tatsächlich wurde ein großer Teil der mitteleuropäischen Burgen im Mittelalter niemals ernsthaft angegriffen. Folgerichtig kann es deshalb auch nicht viele Nachweise eines Rückzuges in einen Bergfried geben, das Bauwerk hatte seine abschreckende Funktion ja bereits erfüllt.
Eine Erfolg versprechende Belagerung war nur sinnvoll, wenn man sich vorher rechtlich absicherte und den Landesherren oder gar den Kaiser um Erlaubnis bat. Dies war nur bei tatsächlichen oder fingierten Rechtsbrüchen möglich, etwa Wegelagerei, Falschmünzerei oder Totschlag. Den Verbündeten des Burgherren waren dann die Hände gebunden, sie konnten dem Angegriffenen ja aus rechtlichen Gründen nicht zu Hilfe kommen. In solchen Fällen war eine letzte Zuflucht im Hauptturm eigentlich sinnlos.
Die Bergfriede der Burgen des 12./13. Jahrhunderts wurden ursprünglich nur von einfachen Ringmauern umgeben. Flankierungstürme und Zwingeranlagen wurden erst in späteren Bauphasen hinzugefügt. Viele Nebengebäude bestanden damals aus Holz oder Fachwerk, der steinerne Wohnbau war meist nicht besonders wehrhaft. Im Hochmittelalter war ein massiver Bergfried im Belagerungsfall zweifellos das sicherste Gebäude, in dem bereits während der Kampfhandlungen die Frauen, Alten und Kinder Zuflucht suchen konnten.
Solch ein Turm war sicherlich auch ein wirksamer Schutz gegen die Überraschungsangriffe kleinerer marodierender Banden und der anhängigen Bevölkerung. Gerade während der Abwesenheit der oft nur wenigen wehrfähigen Männer während der Jagd oder Feldarbeit war eine Burg besonders gefährdet. Auch ohne Vorräte konnten die verbliebenen Burgbewohner bis zur Rückkehr der Männer im Bergfried ausharren und waren vor Misshandlungen und Vergewaltigungen geschützt. Ein solcher sicherer Rückzugsort war in einer Zeit, in der sich die staatlichen und gesellschaftlichen Strukturen erst zu konsolidieren begannen, sicherlich hochwillkommen.
Bei späteren Ausbauten wurden die hinzugefügten Wehrtürme oft als Schalentürme ausgeführt. Die Rückseite war also offen, um einem eingedrungenen Gegner keine Deckungsmöglichkeit zu bieten. Solche halbrunden oder rechteckigen Turmbauten haben sich an zahllosen Burgen und Stadtbefestigungen erhalten. Sie sind ein weiteres Indiz dafür, dass eine Wehranlage auch nach der Erstürmung der Ringmauern noch nicht aufgegeben wurde.
Im Spät- und Nachmittelalter entstanden noch einige Burgneubauten, deren Haupttürme zweifellos niemals als Rückzugsorte geplant waren. So ließ Friedrich von Freyberg ab 1418 direkt neben seiner Stammburg Eisenberg im Allgäu einen der letzten großen Burgneubauten des deutschen Mittelalters errichten. Die Burg Hohenfreyberg entstand im Stil einer staufischen Höhenburg, auch ein „Bergfried“ durfte hier nicht fehlen. Die beiden Burgruinen bilden heute eine der bedeutendsten Burgengruppen Zentraleuropas. Der Freyberger wollte wohl am Ende des Mittelalters nochmals ein Symbol ritterlichen Selbstbewusstseins erschaffen.
Im 16. Jahrhundert erwarben die Augsburger Fugger die Marienburg in Niederalfingen im heutigen Ostalbkreis in Baden-Württemberg. In der Zeit der Hochrenaissance entstand hier in der Folge eine „hochmittelalterliche“ Höhenburg aus Buckelquadern mit einem mächtigen Hauptturm. Die aus einfachsten Verhältnissen aufgestiegenen Fugger wollten ihren frisch erworbenen Adelsstand hier offenbar durch eine „antike“ Stammburg legitimieren.

### Die Burg im Belagerungsfall
Angriffe auf mittelalterliche Burganlagen wurden in Mitteleuropa in der Regel nicht von großen Belagerungsheeren durchgeführt. Oft blockierten nur zwanzig bis hundert Mann die Zugänge zur Burg und demoralisierten die Besatzung durch gelegentliche Angriffe. Gerne schleuderte man Tierkadaver oder Unrat in den Burghof. Eine blockierte Burg brauchte eigentlich nur ausgehungert zu werden, allerdings stellte sich auch für die Belagerer das Problem der Versorgung dar. Die Bauern der Umgebung hatten ihr Getreide meist in Erdställen versteckt und das Vieh in die Wälder getrieben.
Die Besatzung der belagerten Burg bestand in der Regel aus noch weniger waffenfähigen Männern. Im Falle einer absehbaren Belagerung war die in Friedenszeiten nur aus etwa drei bis zwanzig Mann bestehende Burgmannschaft verdoppelt oder verdreifacht worden. Zumindest die höheren Ränge konnten im Notfall im Hauptturm Zuflucht finden. Eine Burg galt damals erst als erobert, wenn auch der Bergfried gefallen war. Dies konnte noch einige Wochen in Anspruch nehmen. In dieser Zeit musste der Angreifer seine Männer weiterhin verpflegen und besolden. Manchmal liefen die Söldner des Belagerers deshalb einfach davon oder stellten sich gar gegen ihren Auftraggeber, falls der Erfolg zu lange auf sich warten ließ.
Es lassen sich gar regelrechte Abkommen zwischen den Befehlshabern nachweisen, die einander oft persönlich kannten und die gleiche gesellschaftliche Position einnahmen. Es wurde eine Frist ausgehandelt, die offenbar meist um die 30 Tage betrug. Falls der Lehnsherr oder die Verbündeten der Belagerten nicht innerhalb dieses Zeitraumes vor der Burg erschienen, übergaben die Verteidiger die Befestigungsanlage kampflos. Im Gegenzug gab es freies Geleit und manchmal durfte auch der Hausrat mitgenommen werden. Durch einen derartigen Vertrag war auf beiden Seiten Leben zu schonen und unnötige Kosten vermeidbar. Ein solches Abkommen setzt sicherlich eine gewisse Wehrhaftigkeit der Burganlage und des Hauptturmes voraus. Eine „Verteidigung bis zum Ende“ konnte sehr riskant werden. So wurden etwa die höheren Ränge der Besatzung des englischen Bedford Castle nach der Sprengung des Hauptturmes durch die Truppen König Heinrichs III. vor der Burg aufgehängt (1224). In Mitteleuropa wurden noch während des Deutschen Bauernkrieges Burgen gegen die Zusicherung freien Abzuges aufgegeben.
Zum Schutz vor Ausräucherung einer in den Bergfried zurückgezogenen Burgbesatzung (nach einem Mauerdurchbruch z. B. am Boden des Bergfriedes) wurden in manche Bergfriede eine oder mehrere gemauerte Zwischendecken oder Rundgewölbe eingebaut. Die Treppen wurden entweder in die Mauerdicke des Bergfriedes verlegt (Beispiel: Osterburg) oder es befanden sich nur kleine, im Belagerungsfall verschließbare kleine Durchstiegsluken, ähnlich dem Angstloch in der gemauerten Gewölbedecke (Beispiel: Burg Ehrenstein). In letzterem Falle war eine Wohnnutzung des Bergfriedes in Friedenszeiten praktisch ausgeschlossen.

### Wehrspeicher und Kirchenburgen
Deutliche Parallelen zur angenommenen Zufluchtsfunktion der Bergfriede zeigen die Wehrspeicher der leicht befestigten Höfe des Niederadels und auch die steinernen Kirchtürme der Dörfer und Kirchenburgen.
Die Bevölkerung hatte im Kriegsfall am meisten zu leiden. Nahezu jedes größere Dorf war deshalb schwach befestigt. Nicht selten war die Kirche wehrhaft zur Wehrkirche ausgebaut oder gar zur Kirchenburg erweitert worden. Dem massiven Kirchturm, im speziellen Fall der Rundkirche dem gesamten Bauwerk, kam hier die Funktion eines Bergfriedes zu, in dem die Bevölkerung notfalls kurzfristig Schutz finden konnte. Oft zogen die Angreifer nach kurzer Zeit wieder ab, eine aktive Verteidigung war hier zweitrangig.
Die Vernachlässigung des Faktors Zeitgewinn in der Argumentation Joachim Zeunes bemerkte etwa auch der Forscher Hans Jürgen Hessel in einem Aufsatz über befestigte Kirchen im Festungsjournal 32 der Deutschen Gesellschaft für Festungsforschung (2008).
Die Höfe des Kleinadels und der Großbauern besaßen oft kleinere Wehrspeicher, die meist auf Inseln in Weihern standen. Auf einem massiven Untergeschoss saß ein hervorragendes Obergeschoss, das die Bewohner aufnehmen konnte. Die meisten Beispiele solcher befestigter Speichertürme haben sich in Westfalen erhalten. Für Franken hat Joachim Zeune einen der wenigen gesicherten Nachweise eines solchen „Miniaturbergfriedes“ erbracht (Dürrnhof).